# 1908년 하계 올림픽 사격 남자 1000yd 자유 소총
1908년 하계 올림픽 사격 남자 1000yd 자유 소총은 영국 런던에서 개최된 1908년 하계 올림픽 사격의 세부 종목이다. 7월 9일에 경기가 진행되었고, 8개국에서 선수 49명이 참가하였다.

## 경기장
| 도시   | 경기장        | 원어명             | 비고 |
| ------ | ------------- | ------------------ | ---- |
| 비즐리 | 비즐리 사격장 | Bisley rifle range |      |

## 경기 결과
| 순위 | 선수                            | 점수 |
| ---- | ------------------------------- | ---- |
| 1    | 조슈아 밀너 (GBR)               | 98   |
| 2    | 켈로그 캐세이 (USA)             | 93   |
| 3    | 모리스 블루드 (GBR)             | 92   |
| 4    | 리차드 버닛 (GBR)               | 92   |
| 4    | 테드 랜킨 (GBR)                 | 92   |
| 6    | 토머스 캘드웰 (GBR)             | 91   |
| 6    | 존 셀러스 (GBR)                 | 91   |
| 6    | S. 해리 케어 (CAN)              | 91   |
| 9    | 찰스 크로 (CAN)                 | 90   |
| 9    | 프랭크 어턴 (CAN)               | 90   |
| 11   | 스탠리 브라운 (CAN)             | 89   |
| 11   | 윌리엄 레슈너 (USA)             | 89   |
| 13   | 찰스 베네딕트 (USA)             | 88   |
| 13   | 이반 이스트먼 (USA)             | 88   |
| 13   | 찰스 제퍼스 (USA)               | 88   |
| 16   | 토머스 프리맨틀 (GBR)           | 87   |
| 16   | 더갤드 맥클니스 (CAN)           | 87   |
| 16   | 찰스 윈더 (USA)                 | 87   |
| 19   | 라울 드 부아뉴 (FRA)            | 86   |
| 19   | 프랭크 모리스 (CAN)             | 86   |
| 19   | 해리 시믄 (USA)                 | 86   |
| 19   | 피터 와이트헤드 (GBR)           | 86   |
| 23   | 앙드레 앙젤리니 (FRA)           | 85   |
| 24   | 에드워드 그린 (USA)             | 84   |
| 24   | 존 헤시언 (USA)                 | 84   |
| 24   | 존 홉턴 (GBR)                   | 84   |
| 27   | 제임스 프리번 (CAN)             | 83   |
| 28   | 에르겐 브루 (NOR)               | 82   |
| 28   | 파올 콜라 (FRA)                 | 82   |
| 28   | 프레드 엘미트 (CAN)             | 82   |
| 28   | 제임스 존스 (CAN)               | 82   |
| 28   | 알렉산더 로저스 (GBR)           | 82   |
| 33   | 아서 마틴 (CAN)                 | 79   |
| 34   | 오시안 외르겐센 (SWE)           | 77   |
| 35   | 레옹 에슈 (FRA)                 | 75   |
| 35   | 조지 로 (CAN)                   | 75   |
| 37   | 아서 스틸 (CAN)                 | 74   |
| 38   | 다니엘 메랠롱 (FRA)             | 69   |
| 39   | 레옹 모뢰 (FRA)                 | 67   |
| 40   | 게오르그 에르드만 (NOR)         | 61   |
| 41   | 아스문드 엔게르 (NOR)           | 58   |
| 41   | 콜베른 크밤 (NOR)               | 58   |
| 43   | 에릭 올손 (SWE)                 | 54   |
| 44   | 프레드릭 모스베리 (SWE)         | 48   |
| 45   | 알렉산드로스 테오필라키스 (GRE) | 30   |
| 46   | 에른스트 로셀 (SWE)             | 27   |
| 47   | 마티아스 글롬네스 (NOR)         | 26   |
| 48   | 레옹 테라르 (FRA)               | 21   |
| 49   | 에리히 바그너 홀헨로베세 (GER)  | 12   |

## 메달리스트
| 금                 | 은                   | 동                   |
| 조슈아 밀너 · 영국 | 켈로그 캐세이 · 미국 | 모리스 블루드 · 영국 |

## 참고 자료
- (영어) 국제 올림픽 위원회 메달리스트 데이터베이스
- 국제 올림픽 위원회 - 1908년 하계 올림픽 사격 경기 결과 (영어)
- (영어) “Shooting at the 1908 London Summer Games: Men's Free Rifle, 1,000 Yards”. sports-reference.com. 2019년 5월 1일에 원본 문서에서 보존된 문서. 2018년 11월 30일에 확인함.
- (영어) De Wael, Herman. “Herman's Full Olympians: "Shooting 1908".”. 2011년 6월 4일에 원본 문서에서 보존된 문서. 2011년 7월 12일에 확인함.
- Cook, Theodore Andrea (1908). 《The Fourth Olympiad, Being the Official Report》. London: British Olympic Association.